# Singles Going Steady
Singles Going Steady è la prima raccolta pubblicata dalla band punk rock e pop punk Buzzcocks poco prima del suo provvisorio scioglimento avvenuto nel 1980 (la band si è riunita in seguito nel 1991 ed è tuttora in attività).
La rivista Rolling Stone l'ha inserito al 358º posto della sua lista dei 500 migliori album.

## Tracce
1. Orgasm Addict
2. What Do I Get
3. I Don't Mind
4. Love You More
5. Ever Fallen in Love
6. Promises
7. Everybody's Happy Nowadays
8. Harmony in My Head
9. Whatever Happened to... ?
10. Oh Shit
11. Autonomy
12. Noise Annoys
13. Just Lust
14. Lipstick
15. Why Can't I Touch It
16. Something's Gone Wrong Again

## Formazione
- Pete Shelley - voce e chitarra
- Steve Diggle - chitarra e voce
- Steve Garvey - basso
- John Maher - batteria